# Chen Yulin
Chen Yu-lin (tiếng Trung: 陳俞霖, sinh ngày 21 tháng 10 năm 1985 ở Liujia, Tainan) là một cầu thủ bóng đá người Đài Loan. Có biệt danh Liujia vì nơi sinh của anh, nhiều người cho rằng Chen là hậu vệ trái xuất sắc nhất Đài Loan ở thời điểm hiện tại. Anh từng đại diện Trung Hoa Đài Bắc ở Cúp bóng đá châu Á 2007 và Cúp bóng đá Đông Á 2010.